# Быракан (приток Чыбыды)
Бырака́н (также Выракан, Бырыыкаан) (якут. Быракаан) — река в Якутии, Россия, приток Чыбыды. Длина реки — 229 км (по другим данным — 299 км), площадь водосборного бассейна — 2570 км².
Начинается на высоте более 234 м над уровня моря на расстоянии около 100 км к юго-востоку от Верхневилюйска. Течёт преимущественно в северном направлении по лиственничной тайге Центрально-Якутской низменности. В верхнем и среднем течении протекает также через тукуланы. Через Быракан перекинут автомобильный мост в районе села Тамалакан. В нижнем течении берега местами заболочены. В низовьях ширина — 10-12 м, глубина — 0,5-0,6 м. Впадает в реку Чыбыда слева на высоте 91 м над уровнем моря близ устья Чыбыды.
Наиболее значительные притоки: Кюргелях (левый), Кюнкюстях (левый) и Дёрён-Юрях (правый).

## Данные водного реестра
По данным государственного водного реестра России относится к Ленскому бассейновому округу,, водохозяйственный участок — Вилюй от впадения реки Марха до устья без реки Тюнг, речной подбассейн реки — Вилюй. Речной бассейн реки — Лена. Код водного объекта — 18030800612117400024350.